# Fernand Allard l'Olivier
Pour les articles homonymes, voir Allard.
Florent-Joseph-Fernand Allard, connu sous le nom de Fernand Allard l'Olivier (ou L'Olivier), né le 12 juillet 1883 à Tournai et mort le 9 juin 1933 à Yanongé au Congo, est un peintre et illustrateur africaniste belge.

## Biographie

### Jeunesse à Tournai
Fernand Allard l'Olivier est né le 12 juillet 1883 dans une famille d'artistes et d'artisans de Tournai. Son père Charles Allard et ses trois oncles Adolphe, Auguste et Charles Vasseur étaient tous dessinateurs et possédaient un atelier de lithographie. Son père était également professeur d'aquarelle à l'Académie des beaux-arts de Tournai.
Il eut une enfance assez sévère, et comme il n'était pas un excellent élève, il fut envoyé à 14 ans en apprentissage à Bruxelles, dans les ateliers de l'imprimerie Van Campenhout à Molenbeek, pour apprendre le métier de lithographe.
Au sujet de son éducation, voici ce qu'il en dit à sa femme dans une lettre de 1932, « (...) c'est brutalement que j'ai été formé, peut-être était-ce la bonne manière. Car, faible encore malgré mon âge et ce que j'ai fait de la vie assez dure que j'ai menée, je me sens reconnaissant à l'égard des sévérités de mon école. ».

### Avant-guerre à Paris
En 1901, il arrive à Paris, s'inscrit à l'Académie Julian, où il fréquente une série d'ateliers : William Bouguereau, Jean-Paul Laurens, mais c'est dans celui de Jules Adler, qu'il trouve vraiment sa place. Loin de la peinture académique des deux précédents, Adler, surnommé le « peintre des humbles », le pousse à peindre ses premières scènes de rue, à délaisser les sujets historiques pour s'intéresser aux petites gens. Adler restera son « Maître » et ami durant toute sa vie.
Dès ses premières œuvres, Fernand Allard choisit comme pseudonyme le nom de jeune fille de sa grand-mère maternelle, L'Olivier. La sœur de sa grand-mère maternelle, Pauline Braquaval, morte alors qu'il avait quatre ans, était à l'époque un écrivain connu, et avait signé ses œuvres de son nom de jeune fille Pauline L'Olivier.
De 1901 à 1912, il s'instruit, travaille, s'amuse, crée un journal Les Guignolades avec Gustave Charlier et Gabriel-Tristan Franconi qui disparut trop tôt en 1918, participe au démarrage d'un autre journal, La Forge, avec Maurice Maeterlinck et André Gide. En 1910 il épouse celle qui était son amie depuis plusieurs années, Juliette Rossignol, fille d'un vendeur de livres sur les quais.
Sa carrière démarre très lentement. Dans un premier temps le jeune couple vit surtout des portraits très académiques qu'on commande à Fernand. Ses premiers travaux sont très sombres. Il signe ses œuvres de son nom complet Allard L'Olivier mais parfois aussi de l'acronyme FALO. 
À cette époque il travaille aussi comme critique d'art, et envoie des papiers sur les salons parisiens à la Revue de Belgique. Il y critique à sa manière ironique les cubistes, fauvistes « tortillistes » et « pyramistes » qu'il n'aime pas.
En compagnie de son épouse Juliette, ils partent l'été en Bretagne. La lumière lui plaît, et c'est là qu'il trouve l'inspiration pour son premier véritable succès, les Baigneuses surprises, (1912) toile achetée par la ville de Tournai. Les peintures bretonnes de Fernand Allard l'Olivier, datées de 1912 et 1913, sont éclatantes de couleur et de vie.
La situation matérielle du jeune couple s'améliore lentement. Fin 1912 ils se marient, puis ils déménagent de Montparnasse à Montmartre, laissant dans l'ancien atelier le rue du Mont Tonnerre la sœur de Juliette, Jeanne, avec son mari, le sculpteur Lucien Brasseur, qui viennent de rentrer de la Villa Médicis à Rome. À ce sujet il écrit dans son journal en 1913 : « (...) je retrouve une histoire inachevée où il est question d'un orgueilleux artiste habitant la plus haute maison de Montmartre... C'était mon rêve à l'époque... C'est de cette maison que j'écris ceci ».
En 1913, Juliette attend leur premier enfant et fin août Fernand Allard l'Olivier part seul pour son premier voyage vers le sud et le soleil. Il a économisé dix ans pour ce voyage de dix jours, qui va le mener d'Avignon à Marseille, puis à Alger et Blidah, puis en Espagne et finalement le fait revenir par Bordeaux. Il apprécie la lumière, aime l'Afrique, adore Tolède, déteste Madrid. Il ramène tout un cahier de notes et de dessins, qu'il reprendra et transformera ensuite en peintures dans son atelier. Cette technique est celle qu'il utilisera par la suite durant tous ses déplacements.
En décembre 1913 naît son fils, André ; l'avenir parait souriant aux jeunes parents, qui souhaitent à ce moment s'installer définitivement à Penmarc'h. En juin 1914, Fernand Allard l'Olivier hésite à s'inscrire pour un départ au Congo, il a déjà envie de visiter l'Afrique subsaharienne. En 1914, il reçoit le Prix du Hainaut récompensant des artistes de la province ayant produit dans tous les domaines de l’art « une œuvre digne d’intérêt ».

### Première Guerre mondiale
Lorsque durant l'été 1914 la mobilisation générale est déclarée, la famille Allard est en Bretagne. Le peintre tente de s'engager en demandant son incorporation dans un régiment belge. On le déclare bon pour le service puis on ne le convoque pas.
Au début de l'année 1916, la guerre s'éternisant, il propose tout d'abord son aide au tout nouveau service de camouflage de l'armée belge, puis finalement est versé dans la Section artistique de l'Armée belge en campagne dirigée par le lieutenant Horlait. Il s'intègre progressivement dans le groupe des peintres belges et il nouera avec certains d'entre eux des liens forts et durables : Alfred Bastien, Maurice Wagemans, Jules Berchmans, Jos Verdegem, Léon Huygens, Pierre Paulus, tous passent à La Panne en 1916/1917. C'est à ce moment-là également qu'il rencontre Ernest Genval qui deviendra un ami proche par la suite. Il fait également la connaissance de la reine Élisabeth.
Durant deux années, basé à La Panne, il fait des incursions de plusieurs jours dans les tranchées pour peindre. La correspondance presque quotidienne qu'il entretient avec sa femme restée à Paris permet de mesurer à quel point la vie durant ces deux années est difficile, tant moralement que financièrement, même si Fernand est bien conscient de la chance qu'il a de ne pas être en première ligne. En 1917, naît sa fille Paulette. Le printemps 1918 voit FALO chargé de la décoration extérieure du théâtre de La Panne.
De la période la guerre nous reste une série de dessins en noir en blanc, d'aquarelles et de toiles qui sont des témoignages émouvants de l'époque : ruines, abris, infirmeries de campagnes, chapelles, soldats dépenaillés. En 1925 il peindra aussi une grande toile représentant la reine Élisabeth assistant le docteur Depage à l'ambulance de La Panne. 

### Après-guerre

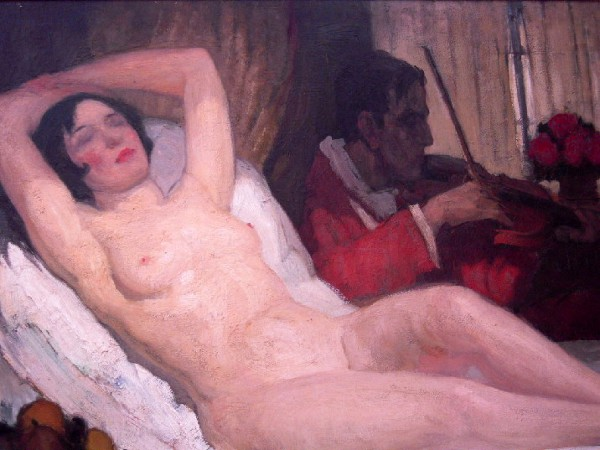
Le Délassement (1920), musée des Beaux-Arts de Pau.

À la fin de la guerre la famille Allard quitte Paris et s'installe à Bruxelles, où Fernand travaille beaucoup et de façon très variée.
En 1920 il publie un Alphabet de guerre, dont les dessins naïfs évoquent déjà l'école de bande dessinée belge.
En 1921, Allard L'Olivier, par l'intermédiaire de camarades rencontrés dans les tranchées, est amené à travailler pour décorer la maison du peuple de Quaregnon. La décoration plaît, et en 1925 il est embauché pour décorer la maison communale de Jemmapes. Ces deux productions font partie de la période « Art monumental » de Fernand Allard l'Olivier.
Entre 1920 et 1928, il envoie tous les ans au Salon des Artistes français à Paris deux ou trois toiles. Il sait ce que le jury aime et il propose toujours au moins une toile représentant des jeunes filles aux formes rebondies pulpeuses et plus ou moins déshabillées dans un environnement aquatique ou maritime. En 1920 il propose L'Heure sereine, qui est actuellement à la maison communale de Dinant, et La Bourrasque, toile achetée par le gouvernement argentin. Il gagne avec ces deux toiles la médaille d'argent du Salon des artistes français. Le Bain matinal envoyé au Salon des artistes français en 1921 est encore visible dans le bureau du directeur du Sénat à Bruxelles. En 1924 avec Suzanne au bain et un Portrait de ma mère, toile beaucoup plus personnelle, il remporte la médaille d'or. À cette date, Fernand Allard l'Olivier, à Paris mais surtout en Belgique, est devenu une figure reconnue du milieu artistique.
Durant cette période il voyage aussi : entre 1920 et 1922, il visite la France — en particulier la Corse —, les Pays-Bas. En 1923 il part pour l'Italie où il prend un paquebot pour la Sicile puis la Tunisie. Au retour il publie dans La Meuse un reportage très vivant et amusant, appelé Carnet de voyage d'un artiste, accompagné de dessins.
En 1926 il voyage en Pologne, et décore une propriété à Lodz. Il assiste au pèlerinage de Częstochowa et au retour peint toutes une série de toiles très colorées sur les campements gitans et les processions. Une grande toile sur ce sujet est visible à la maison communale de Tournai.
Quand Fernand Allard L'olivier n'est pas en voyage, il vit à Stockel dans la grande maison qu'il a fait agrandir par son frère, l'architecte James Allard. C'est une période heureuse pour lui et sa famille. Les enfants poussent doucement et Fernand peint de multiples fois son jardin et ses fleurs, qu'il entretient avec amour. Il y représente dans des toiles très colorées et lumineuses ses enfants, sa femme et ses amies. Il y organise de grandes fêtes avec les « IMB », (IMB pour imbéciles) son groupe d'amis du Cercle Artistique de Bruxelles.
Les IMB organisent tous les ans un spectacle comique et parodique. C'est l'occasion pour Fernand de s'amuser. Il écrit des textes, joue dans les pièces, compose les décors et les costumes. En 1922 L'Humour veille parodie la pièce de Claudel L'Annonce faite à Marie (jouée en 1912 pour la première fois). Un article parait dans L'Art belge, les dessins sont de Fernand et de Philippe Swyncop.
Une grande toile, visible à la maison communale de Tournai montre une réunion des IMB chez le sculpteur Jules Berchmans.

### Premier voyage au Congo belge

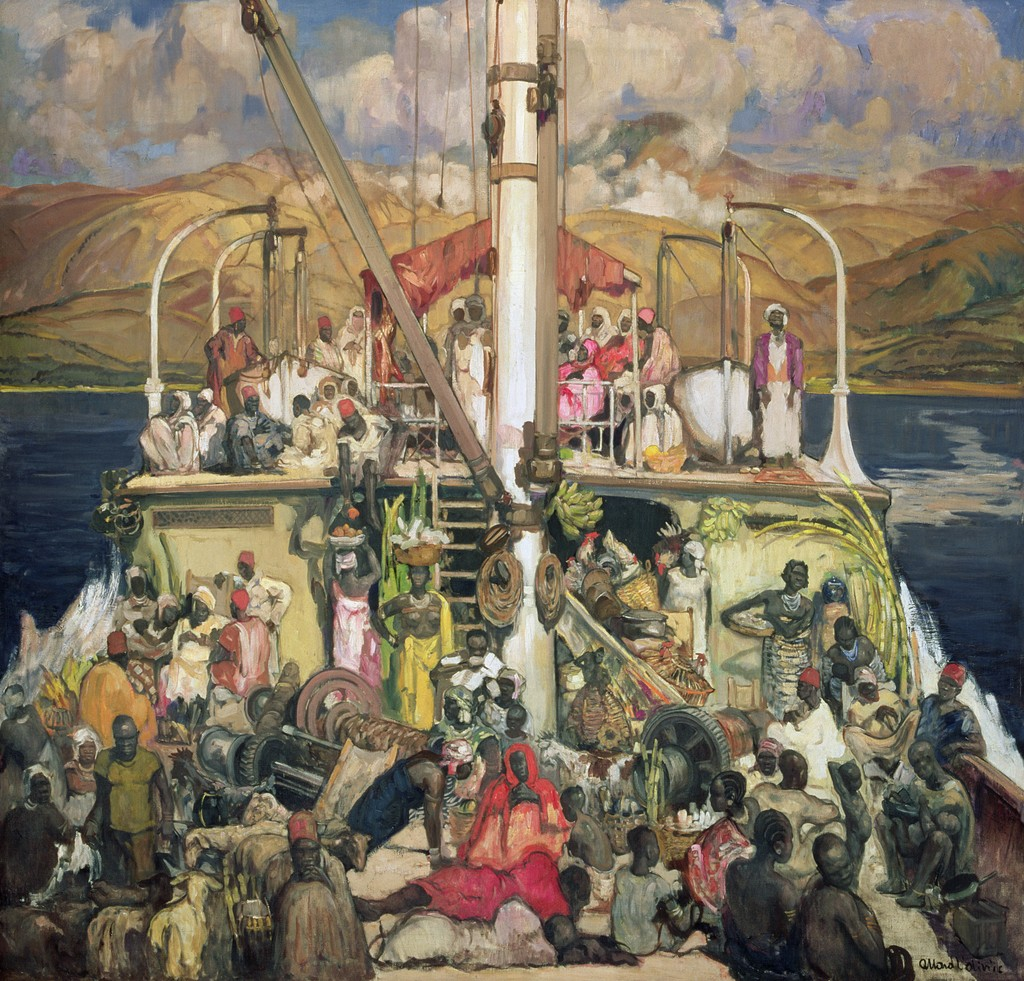
Sur le pont du « Commandant Dhanis », 1929, huile sur toile,, musée des Beaux-Arts de Tournai.
Initialement intitulé Le Baron Dhanis.

Début 1928 Ernest Genval part au Congo où il tourne des films. Il convainc Allard L'Olivier de le retrouver à Dar es Salaam quelques mois plus tard. Une fois la date de son départ fixée, FALO écrit au Ministère des Colonies pour demander des subventions (il obtient 10 000 francs) en promettant de ramener des documents artistiques qui pourraient servir lors de l'Exposition internationale de 1930 à Anvers.
Fin mars 1928 il descend en Méditerranée, prend un paquebot jusqu'à Alexandrie, visite le Caire, traverse l’Égypte en train, saute à Port Saïd dans un cargo qui part à travers la mer Rouge et l'océan Indien jusqu'à Dar es Salam. Il emmène dans ses malles des planches de contreplaqué de 27 × 35 cm sur lesquelles il peint au fur et à mesure qu'il se déplace ce qu'il appelle des pochades, sortes d'instantanés qu'il dessine vite. Il peint beaucoup, à terre et en bateau, en Italie, au Caire, à Port Saïd qui lui inspire une grande toile qu'il peindra à son retour intitulée Partir. Plus tard c'est sur le « Katanga » où on lui a installé un bureau sur le pont, qu'il travaille. Quand il ne dessine pas il écrit à sa famille restée en Belgique. Ses lettres sont passionnantes, le peintre n'est pas un touriste ordinaire. Il délaisse les visites organisées mais croque les gens et les lieux dans leurs activités ordinaires. Il aborde l'Afrique avec un esprit particulièrement ouvert pour l'époque, même s'il reste bien sûr imprégné de beaucoup de stéréotypes de l'époque.
FALO arrive à Dar es Salam en mai 1928 avec quelques jours de retard sur son planning. Le voyage terrestre commence mal : Genval n'est pas au rendez-vous, le courrier de sa famille est manquant, le peintre est malade, il pleut du matin au soir. La vie est épouvantablement chère, bref, le moral est au plus bas.
Mais les choses s'arrangent ; fin mai 1928 le trouve à Saké, au bord du lac Kivu, dans une mission tenue par le père Gilès de Pélichy, où il va rester une quinzaine de jours, à se reposer et mettre de l'ordre dans ses notes et ses esquisses.
Durant tout le mois de juin 1928 Allard L'Olivier reste dans la région des Grands Lacs, traverse le lac Kivu et le lac Tanganyika en bateau, visite Uvira et Usumbura (Bujumbura). La traversée du Tanganyika sur le « Baron Dhanis » sera l'objet d'une de ses plus belles toiles, qu'on peut voir au musée des Beaux-Arts de Tournai. Partout il est reçu avec plaisir, les Belges en poste dans la région sont heureux de voir arriver un peintre connu. La situation financière de FALO se redresse puisqu'il vend une partie de ses pochades au fur et à mesure de son voyage. Début juillet il en a déjà vendu une trentaine à « douze cent balles pièce »... Le peintre les envoie par malle en Belgique, pour finitions, en compagnie de souvenirs qu'il amasse au fur et à mesure : peaux de serpent, poignards, tissus, masques, pots, vannerie... Dans chaque village il se promène et dessine le marché plein de vie et de couleurs. Il effectue aussi des multitudes de portraits d'hommes et de femmes, guerriers, grand chefs, mais aussi commerçants ou agriculteurs, femmes au marché ou simplement en compagnie de leurs enfants.
À la mi-juillet FALO retrouve enfin Ernest Genval. Ils partent tous deux à Kigoma. Genval tourne un film sous le manguier où Henry Morton Stanley a retrouvé David Livingstone, pendant qu'Allard L'Olivier bien sûr le peint.
Fin juillet Genval et Fernand Allard l'Olivier retrouvent le cortège royal en visite locale, et le peintre reprend contact avec le roi Albert et la reine Élisabeth. Il leur sert de guide durant la visite de Kabalo, où a lieu une réception avec de grandes danses. C'est là que FALO verra les danseurs de Katompé, qui lui serviront de modèle pour plusieurs toiles dont celle qui se trouve au Musée royal de l'Afrique centrale à Tervueren.
En août 1928, le peintre fait une exposition à Élisabethville (Lubumbashi), exposition qui dure trois heures et demi, à la fin de laquelle il a vendu tout ce qu'il avait peint, trop vite et mal d'après lui. Le gouverneur Gaston Heenen, qui s'est pris d'amitié pour Fernand, lui affrète un wagon de chemin de fer spécial, aménagé en studio-atelier, pour lui permettre de se déplacer plus facilement et de s'arrêter à son gré. Genval et Fernand se séparent, des tensions sont apparues dans leurs relations, le côté trop colonialiste et affairiste de Genval déplait à Fernand qui est content de se retrouver seul pour la dernière partie de son voyage. Son wagon est accroché aux trains qui passent, et Fernand remonte vers Panda, puis Bukama, et finalement Kanda-Kanda. Là, plus de chemin de fer, il faut attendre une voiture, qui va le ramener à Ilebo, où il prend un remorqueur pour descendre le fleuve vers Kinshasa et Matadi. Il ne lui reste alors plus que trois semaines de bateau pour rentrer à Stockel.

### Exposition internationale coloniale, maritime et d'art flamand à Anvers (1930)
Durant les six mois qui suivent son retour, Fernand Allard L'Olivier peint dans son atelier et met au propre toute la documentation qu'il a rapportée. En avril 1929 s'ouvre chez Isy Brachot à la Galerie des Artistes Français, une grande exposition de ses œuvres africaines. 126 œuvres y sont exposées, certaines vendues avant même l'ouverture de l'exposition, qui est un triomphe. Il y expose certaines de ses meilleures œuvres Les Danseuses rouges, Les Lévriers de Musingha, Femme Batusi et d'autres.
En juillet 1929, le ministère des Colonies lui commande quatorze panneaux pour décorer le hall d'entrée du Palais du Congo à l'Exposition internationale à Anvers en 1930. Neuf des toiles sont destinées à reconstituer une journée au bord du lac Kivu. Sur ces quatorze toiles, douze sont encore visibles à l'Institut de médecine tropicale à Anvers. Sur des fonds art déco métalliques d'or et d'argent, sont peints les portraits en pied de Congolais et de Congolaises. 
Ce travail est bien reçu par la critique et le public. Allard L'Olivier devient pour un moment un des chefs de file de l'africanisme en Belgique.

### Second voyage au Congo
En 1931, la crise économique a atteint l'Europe. Allard L'Olivier, qui n'économise pas beaucoup, commence à craindre les problèmes financiers. Durant cette année où il réalise plusieurs illustrations pour des livres sur le Congo, la vente des toiles, elle, a fortement diminué.
Cette année-là il peint une grande toile en hommage au poète Maeterlinck, qui fête ses 70 ans, et contacte énormément de monde, mais la grande fête imaginée par le peintre n'aura pas lieu.
Il décide alors d'entreprendre un second voyage au Congo. Dans un premier temps il envisage de partir en voiture et de traverser toute l'Afrique du Nord. Il abandonne finalement son projet et prend en novembre 1932 à Anvers le bateau qui l'amène à Matadi en décembre.
Il veut visiter cette partie ouest du Congo qu'il n'a pas beaucoup vue lors de son premier voyage : de Matadi il revient donc sur ses pas vers Boma. Il visite le Mayumbe, puis s'installe quelques jours à Banana. Il revient passer Noël à Matadi, puis se dirige doucement vers Kinshasa où il arrive courant janvier. Les journaux annoncent son arrivée et du monde l'attend sur le quai lorsque son bateau accoste. Il est reçu comme un prince et est invité tous les soirs dans le palais du gouverneur, chez son ami Léon Guebels, et dans tout Kin. Il se plaint dans sa correspondance de ne plus avoir le temps de travailler, tellement il est sollicité. Le 16 janvier 1933 il prend le bateau et remonte le fleuve durant presque deux semaines jusqu'à Ilebo, où il retrouve sa voiture spéciale de chemin de fer, avec laquelle il se déplace à nouveau. À Mushenge, il rencontre le roi des Kubas, qui lui inspire un texte et une série de peintures ; Près de Luluabourg, il rencontre le roi des Lubas. Il reste deux semaines dans la région de Luluabourg, hébergé par des amis rencontrés en 1928.
Il remonte dans sa voiture spéciale vers le 15 février, et repart vers Élisabethville où il fait une exposition d'une centaine d’œuvres début mars. Mais la crise est arrivée jusqu'au Congo et Fernand ne vend qu'une trentaine de pochades. Il estime malgré tout à ce stade être rentré dans ses frais.
Il repart ensuite vers la région des Grands Lacs, qui lui a le plus plu en 1928. Il passe à Albertville (Kalemie) et traverse le Tanganyika direction Usumbura.
Il peint, beaucoup, sur les marchés, des portraits, des paysages. Fin mars il rend visite au roi de l'Urundi à Kitega (Burundi).
Ses lettres sont moins gaies et moins émerveillées qu'en 1928/29. Il lui tarde de rentrer retrouver sa famille. Il souhaite fêter ses cinquante ans avec eux. Il s'inquiète pour ses enfants qui lui semblent filer un mauvais coton en son absence.
En avril, il est à Kigali. Début mai le voit à Wamba où il peint des sorciers Anioto en prison. Très choqué, il écrit à ce propos un texte destiné à son fils.
Il a prévu avant son départ deux expositions : une à Bukavu fin mai, l'autre à Kinshasa fin juin, après quoi il compte sauter dans le bateau. Son épouse doit le retrouver à Tenerife, pour un voyage de retour en amoureux.
Le 20 mai il écrit à sa mère : « (...) mes déplacements (sont) nombreux et pas toujours reposants. Cette vie active ne m'est pas mauvaise, je me sens rajeuni par ses exigences physiques : ma peinture ne me tracasse pas comme dans le travail d'atelier : je peins ici comme je mange, bois et dors : c'est une fonction de plus et c'est toujours cela ! Fonction productive, car au retour, je pourrai constater très probablement que j'ai garni tous mes panneaux (200) plus ceux que j'ai dû faire faire en cours de route. »
Son exposition à Bukavu terminée, FALO se fait emmener à Stanleyville (Kisangani) en voiture, et le 8 juin il est comme prévu à bord du « Flandres », un remorqueur qui doit le ramener sur le fleuve à Kinshasa. Le 9 juin, c'est alors que le remorqueur est arrêté pour la nuit qu'a lieu l'accident. D'après ce qu'on a pu savoir, Allard L'Olivier s'est excusé un instant auprès des personnes avec qui il bavardait, est monté sur le pont, et quelques secondes après on entendit le bruit d'un corps tombé à l'eau. Personne ne sait ce qui s'est passé.
Son corps a été retrouvé trois jours après dans le fleuve. Il est enterré à la mission protestante de Yanongé.

## Collections publiques
En Belgique
- Anvers, Institut de médecine tropicale Prince-Léopold
- Bruxelles, Archives et Musée de la littérature[8], salle de lecture : Hommage au théâtre de Maurice Maeterlinck, huile sur toile, 200 × 300 cm
- Bruxelles, musée royal de l'armée et de l'histoire militaire, plusieurs œuvres de la Première Guerre mondiale
- Bruxelles, bureau du directeur du Sénat Le Bain matinal
- Bruxelles, bureau du Secrétaire Perpétuel de l'Académie royale de Médecine de Belgique, S.M. la Reine assistant le docteur Depage à l'Ambulance de l'Océan durant la Première Guerre mondiale.
- Quaregnon, hall de l'Hotel de ville et salle Allard l'Olivier, Série de tableaux peints en 1920 pour la Maison du Peuple de Quaregnon
- Jemappes, maison communale : cinq tableaux allégoriques (1921-1922), La Ronde des saisons, les autres représentant les quatre éléments
- Tervuren, musée royal de l'Afrique centrale : Chef africain, huile et métal sur bois, 64,5 × 54 cm
- Dinant, maison communale, L'Heure sereine
- Tournai, maison communale, Les Amis du peintre (1928), huile sur toile, 150 x 192, et Procession à Czestochowa, (1927), huile sur toile, 180 x 200 cm
- Tournai, musée des Beaux-Arts plusieurs œuvres dont :
  - Sur le pont du « Baron Dhanis », huile sur toile, 180 x 185 cm
  - Portrait de sa mère
- Ypres, In Flanders Fields Museum, plusieurs œuvres de la Première Guerre mondiale
- Charleroi, musée des beaux-arts, Les 7 péchés capitaux
- Mons, Arthotèque, Les Martigues

Autres pays
- Roubaix, La Piscine, musée d'Art et d'industrie André Diligent, La Grand-place de Roubaix, huile sur toile.
- Denain, musée d'Archéologie et d'Histoire locale, Les vainqueurs du militarisme sacrifient à l'autel de l'humanité, 1921, gravure.
- Musée des beaux-arts de Pau : Le Délassement, 1920, huile sur bois, 74,5 × 110 cm[9]
- Musée Sztuki de Lodz, La Cueillette, et La Barque
- Cabinet d'arts graphiques des musées d'art et d'histoire de Genève, aquarelle de la Première Guerre mondiale

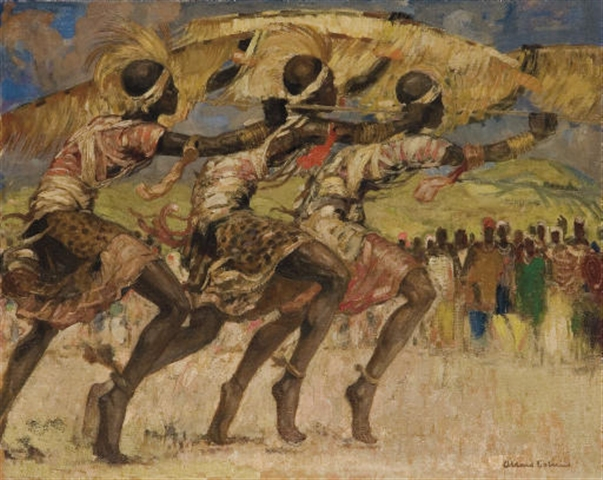
Les Lévriers de Musinga (1924)
huile sur bois,
collection privée

## Livres illustrés par Allard l'Olivier
- Georges A. Joset, Les Heures Claires en Brousse, Édition Jos.Vermaut, Courtrai, 1931
- Léon-J. Lens, Elisabethville mon village, les Éditions de l'Expansion belge, 1931
- Olivier de Bouveignes, L'Anneau de N'Goya, Vroomant et Cie, 1938
- Roger Ransy, Tante Julia découvre le Congo, les Éditions de l'Expansion belge, 1932
- Ernest Genval, La Chanson des Jasses, la Maison des Arts, Bruxelles, 1919
- Alphabet de la Guerre Pour les Grands et les Petits, Maurice Lamertin, Bruxelles, 1920
- Le Voyage au Congo de leurs majestés le Roi et la Reine des Belges, (5 juin - 31 août 1928) Album commémoratif l'Illustration congolaise et les éditions d'art Vermault

## Distinctions
- : Officier de l'ordre de Léopold[Quand ?]
- : Chevalier de l'ordre de la Légion d'honneur[Quand ?]